# Wulf Noll
Wulf Noll (* 1. September 1944 in Kassel) ist ein deutscher Schriftsteller und Essayist.

## Biographie
Wulf Noll studierte Germanistik und Philosophie in Göttingen und Berlin (West), absolvierte das Magisterexamen 1975 an der Freien Universität Berlin, promovierte 1993 an der Heinrich-Heine-Universität Düsseldorf über das bis dahin vorliegende Werk Peter Sloterdijks. Wulf Noll ist in zweiter Ehe seit 1990 mit der bildenden Künstlerin Mutsumi Aoki verheiratet. Zwei Kinder gingen aus einer ersten Ehe hervor.
Noll arbeitete von 1977 bis 1979 als Wissenschaftlicher Mitarbeiter im Fach Allgemeine u. Vergleichende Literaturwissenschaft an der Universität Essen – Gesamthochschule, 1982 bis 1986 an der Volkshochschule Düsseldorf, 1986 bis 1990 als Lektor für deutsche Sprache und Literatur an der Universität Tsukuba in Japan, 1993 bis 1997 als a.o. Professor für deutsche Sprache und Literatur an der Universität Okayama in Japan. Von 1999 bis 2009 leitete Wulf Noll Integrationskurse in Düsseldorf und unterrichtete überwiegend jüdische Migranten mit akademischer Vorbildung aus den GUS-Staaten. Im September 2009 übernahm Noll ein Lektorat für deutsche Sprache und Kultur an der Universität Ningbo an der Ostküste Chinas in der Nähe Shanghais.
Wulf Noll unternahm ausgedehnte Reisen durch Japan, Indien und Südostasien, die sich in seinem Werk widerspiegeln.
Noll ist seit 1984 Mitglied im Verband deutscher Schriftstellerinnen und Schriftsteller (VS), seit 2009 Mitglied des PEN-Zentrums Deutschland.

## Werk
Nolls bevorzugte literarische Arbeitsgebiete sind Erzählung, Roman, Lyrik, Essay und Kritik. Noll verfasste zudem zahlreiche Literatur- und Kunstbesprechungen für die Feuilletons verschiedener Zeitungen sowie zahlreiche literarische und wissenschaftliche Beiträge in Anthologien und Periodika (auch im Ausland). In seinem literarischen Werk setzt er sich mit der Figur des Flaneurs und mit dem Flanieren auseinander, dies in unterschiedlichen kulturellen Kontexten. Der Flaneur und die Flaneurin werden zu Protagonisten zahlreicher Reisebilder, in denen sich Nolls Auseinandersetzung mit den Werken Heinrich Heines, Walter Benjamins und Franz Hessels bemerkbar macht.

## Einzelwerke/Bücher (Auswahl)

### Romane und Erzählungen
- Woanders Pachinko! Ein japanischer Reiseroman. Bensheim 1994, ISBN 3-927901-25-3.
- Momotarostraße. Erzählungen aus Japan (dt. u. jap.), Budapest 2003, ISBN 963-9431-25-7.
- Kennst du nur das Zauberwort. Kurgeschichte. Düsseldorf 2004, 2. Aufl. 2009, ISBN 3-934268-35-8.
- Crazy in Japan. Flanieren in zwei Welten. Roman, Köln 2005, ISBN 3-937482-88-1.
- Reise nach Indien – Dann, gute Nacht, Madame! (Roman), Düsseldorf 2006, ISBN 978-3-934268-43-2.
- Den zuckenden Kugelfisch überlebt. Japanische Lesereise. Düsseldorf 2007, ISBN 978-3-934268-49-4.
- Im Jahr des Pegasus. Asiatische Impressionen. (Hrsg. von Michael Serrer, Ehrenwort. Bd. 10), Düsseldorf 2014, ISBN 978-3-944011-20-2.
- Schöne Wolken treffen – eine Reisenovelle aus China. Eutin 2014, ISBN 978-1-5009-5326-3.
- Zum Glück gab es Beat – Ronny Blumensteins Erzählungen aus den späten sechziger Jahren. Düsseldorf 2018, ISBN 978-3-944011-85-1.
- Drachenrausch – Flanieren in China. Schiedlberg/Österreich 2019, ISBN 978-3-903071-66-7.
- Mit dem Drachen tanzen. Erzählungen aus China und Deutschland. Schiedlberg/Österreich 2021, ISBN 978-3-903071-67-4.
- Schöne Wolken treffen. Eine Reisenovelle aus China (überarb. Neuausgabe) Schiedlberg/Österreich 2023, ISBN 978-3-99114-025-2.

### Gedichtbände
- Subkultur-Sublimpoeme. (Gedichte). Essen 1978
- mit Dieter Fohr: Ein bißchen Macht für die Nacht. Mainz 1985
- Mephisto-Quelle.... politische Lyrik .......... Mainz 1985
- Des Rheinturms feine Spitze sticht gen Himmel. Neue deutsche Lyrik. München 1986, ISBN 3-9801039-0-0.
- Freundliche Grüße aus dem Yenseits. Gedichte aus Japan (mit acht Zeichnungen von Mutsumi Aoki). Krefeld 1999, ISBN 3-922690-78-5.
- Straße der Konkubinen und andere „chinesische“ Liebesgedichte (= Phönixfeder. Band 54). Gossenberg 2020, ISBN 978-3-946114-73-4.

### Sachbücher
- Sloterdijk auf der „Bühne“ – Zur philosophischen und zur philosophiekritischen Positionsbestimmung des Werkes von Peter Sloterdijk im Zeitraum von 1978 bis 1991. Essen 1993, ISBN 3-89206-548-9.
- Wortzauber und Parlando im Salon – Literaturstadt Düsseldorf (Presseartikel) (= Nyland Dokumente. Band 13). Hrsg. von Walter Gödden im Auftrag der Nyland-Stiftung Köln, Düsseldorf 2016, ISBN 978-3-944011-51-6.
- Ästhetische Aspekte in der modernen und in der postmodernen Philosophie am Ende des 20. Jahrhunderts. Eine vergleichende Untersuchung zu Adorno, Jencks, Lyotard, Welsch, Flusser, Vattimo und Marquard, Königshausen & Neumann, Würzburg 2023, ISBN 978-3-8260-7747-0.

## Auszeichnungen
- 1978: Arbeitsstipendium des Landes Berlin
- 1982: Arbeitsstipendium der Stadt Düsseldorf
- 1993, 1999 u. 2004: Projektförderung durch das Land Nordrhein-Westfalen
- 2002 u. 2006: Projektförderung durch die Kunststiftung NRW
- Teilnahme am Japan-EU-Jahr der Begegnung 2005 und an Deutschland in Japan 2005/2006 (Lesereise in Japan, Land NRW)
- 2010: „Eyes on Zhejiang“: Ehrenpreis der Kulturabteilung der Provinzregierung Zhejiang und der Mediengruppe Zhejiang Daily, Hangzhou/VR China

## Mitgliedschaften
- 1984: Verband Deutscher Schriftsteller (VS)
- 1986–2004: Internationale Vereinigung für germanische Sprach- und Literaturwissenschaft (IVG)
- 1986–2004: Japanischer Germanistenverband
- 1990–2004: Deutscher Germanistenverband
- 1991: Heinrich-Heine-Gesellschaft
- 1994–1997: Japanisch-Deutsche Gesellschaft Okayama (Vorstandsmitglied)
- 1997–2004: Deutsche Gesellschaft für Ästhetik (DgfAe)
- 2001: International Association for Aesthetics (IAA)
- 2009: Internationaler P.E.N.-Club (Zentrum Deutschland)